# Fred Uhlman
Fred Uhlman, född 1901 i Stuttgart, död 1985 i London, var bildkonstnär och författare. Han lämnade Tyskland 1933 och flyttade till Frankrike och senare till England. Han är bland annat känd för sin självbiografi The Making of an Englishman, som gavs ut 1960.